# 1942年河南饥荒
1942－1943年河南大饥荒发生在中華民國河南省的重大饥荒。大旱之后又遭遇蝗灾，饥荒遍及全省110个县，逃荒者又遇侵华日军轰炸，造成了严重的人道主义危机。这次饥荒发生在整个黄河中下游地区，除了河南省，河北、北平、山西、山东、陕西、湖北北部、安徽北部都受到了影响。
对于饥荒造成的死亡人数有多种说法，加诺特与安东尼在《现代亚洲研究》发表的文章认为單純的飢荒死亡「遠低於100萬」，大約70萬，有媒体报道1943年国民政府发布的《河南灾情实录》统计，1942年河南大旱所导致的饥荒中，死亡人数达300万人，美国《時代》记者白修德认为有300万到500万人因饥荒而死。《河南省志·人口志》中记载:“当年( 1943年 )饿死约300万人，流亡他省的约300万人”。

## 历史背景

### 国民党官员贪腐问题
河南地方基層诸多贪腐成性的县长为征粮不顾百姓死活。
当时，汤恩伯部数十万人驻扎河南，军纪涣散，为害乡里。而在河南灾情严重之时，汤恩伯又推出了“德政”，强征民役，导致民怨沸腾，被民间列为河南四大灾害之一。
征收谷物的军官和当地官员认为抽税是一种特权。每个月在税款分配之后，高级军官们就会瓜分多余的谷物，送到市场上出售，得款饱入私囊。而这种不法抽得的谷物却是到达市场谷物的唯一来源，控制谷物的囤积居奇者则把价格抬高。

### 日军入侵
从1941年春到1942年秋，侵华日军集中了64%的主力和几乎全部伪军，发动了“治安强化运动”。使华北的广大农村遭到严重破坏。再加上物资掠夺和劳役征取，人民的生产能力下降，生活条件恶化。此外，为了包围和分割抗日根据地，日军大量修筑碉堡、封锁沟和公路网，占用了大量的耕地，剥夺了大量华北农民的衣食之源，并使华北平原的生态环境遭到破坏，华北农村地区的防灾抗灾能力也受到了严重破坏。
日本入侵的战乱和交通瘫痪，使很多难民在逃亡临近省份的路上只能依靠步行，距历史记载大约在300至595公里以上的路程，並且大部分難民沒有及時的得到食物補給。
长年征战，河南一直是全国出兵出粮最多的省份之一。而多年的征粮征兵，青壮年都离开了土地，农民家里没有存粮。

### 花园口决堤

1938年6月9日花园口决堤后形成的「黃泛區」

1938年國民政府下令花園口決堤。此次决堤造成巨大破坏，使之内成为水旱蝗灾等各种灾害的发源地。并造成黃河每年幾十億噸的泥沙順着決口湧入平原，淤塞河道，淹沒田野，漫溢湖泊，堵塞交通和航運，形成了穿越豫皖蘇三省44個縣的黃河泛濫區，人們將其簡稱為「黃泛區」。每年汛期時，黃水都會回流倒灌，淹沒農田，洪水過後蝗災復至，地表突兀凸凹，到處沙丘堆移，無法耕種，對當地農業造成嚴重破壞。

## 饥荒成因

### 当局失误
1942年9月西安军事会议时，河南当地驻军和河南省政府向蒋介石提供了两份相互矛盾的灾情报告，使蒋介石对灾情严重程度估计不足。
河南省政府主席李培基、省粮食局局长卢郁文均因身上寄託蔣中正的期望而到任，不願向中央按实情报灾，導致賑災時間過晚。
当地乡绅富户们不肯出粮赈灾、各级赈灾官员存在贪污腐败。
國民政府為了限制全國上漲物價，制定限價政策，河南省政府壓低了糧價，導致糧商不願賣糧至河南，窮苦人有錢無糧買的局面。
河南唯一的隴海線運輸能力有限，无法供1000多萬災民逃荒及运粮。
1942年八九月间，蒋介石就收到过河南军政官员有关灾情的报告，但蒋介石在当时的一份批示明确表明：“本年有若干省地方官绅，文电纷驰，申报水旱灾况，或称赤地千里，或称田庐漂没，一方请求豁免征购，一方请求巨款赈济，然究其实际，则其间多数地区，虽或略有灾歉，大都以少报多，以轻报重，过甚其词，张皇入告。操其心迹，官吏则藉报灾荒，豫图减轻征课之责任……”
1942年10月30日重庆召开的国民参政会上，豫籍参政员郭仲隗将所收集的河南灾民所吃的榆树皮、观音土、雁粪等带到大会上当众展示，涕泣陈情，并领衔联名提出《河南灾情惨重，请政府速赐救济，以全民命而利抗战案》，河南的灾荒才得到国民政府的确认，派要员前往勘察灾情，赈济灾民。会后，国民政府宣称划拨5亿元法币进行赈灾。其中2亿元用于在灾区各处开设粥场应急，3亿元用于购买赈济粮。然而粥场开设起来，却远远不能供应数量庞大的难民。而用来买粮的3亿元法币，却被挪作他用，甚至有官员将其挪用贩运私货。

### 自然灾害
20世纪40年代中国整体处于高温少雨的环境。1941年发生了大范围干旱，1942年北方地区再次发生严重旱灾，河南旱灾最为严重。据不完全统计，河南受旱的县（市）达82个，占全省的80％。1942年河南境内仅有的９个雨量观测站年平均降水量为408.5毫米，是有完整气象记录以来最少值，比常年值偏少45％，比1961年的最少值还少12％。此外，1942年河南夏季平均降水量为129.5毫米，低于有完整气象记录以来的最少值。
1942年中原地区气温异常偏高。当时有气温记录资料的安阳、开封两个站，平均气温分别为14.8℃和16.2℃，比往年同期偏高0.7℃和1.9℃。在小麦收获季节，又遭遇大范围严重干热风，旱情加剧造成小麦干枯，仅为一般收获的二成。
降雨少导致蝗虫大量繁殖，在严重地区，蝗虫过境遮天盖地、作物尽毁。据不完全统计，河南省共有72个县、市有蝗虫为害的记载，进一步加重了灾荒。
| 年份 | 小麦产量 | 指数 | 棉花产量 | 指数 | 大豆产量 | 指数  |
| ---- | -------- | ---- | -------- | ---- | -------- | ----- |
| 1936 | 1054140  | 100  | 24550    | 100  | 103040   | 100   |
| 1937 | 374440   | 35.5 | 15120    | 61.1 | 159080   | 154.4 |
| 1938 | 421860   | 40.0 | 2960     | 13.1 | 70830    | 68.7  |
| 1939 | 392040   | 37.2 | 4700     | 19.1 | 66550    | 64.7  |
| 1940 | 418000   | 39.6 | 7080     | 28.8 | 65760    | 63.8  |
| 1941 | 315990   | 30.0 | 5570     | 22.7 | 53240    | 51.7  |
| 1942 | 247080   | 23.4 | 3010     | 12.3 | 12560    | 12.2  |
| 1943 | 328050   | 31.1 | 3630     | 14.8 | 37290    | 36.2  |
| 1944 | 449380   | 42.6 | 3700     | 15.1 | 29530    | 28.6  |
| 1945 | 444970   | 42.2 | 6980     | 28.4 | 38380    | 37.2  |

## 死傷統計
对于饥荒造成的死亡人数存在多种说法，1943年国民政府发布的《河南灾情实录》统计，1942年河南大旱所导致的饥荒中，死亡人数达300万人。美国《時代》记者白修德认为有300万到500万人因饥荒而死，但Garnaut和Anthony在《现代亚洲研究》发表的文章认为:“單純的飢荒死亡「遠低於100萬」，大約70萬”。1943年重慶國民政府官方統計1,484,983死，包含了生育率下降和逃荒人口。 而国民政府早期官方統計的288,006人死亡也受到部分学者的质疑。
| 年份 | 人口     | 年份 | 人口 | 年份 | 人口     |
| ---- | -------- | ---- | ---- | ---- | -------- |
| 1935 | 3457     | 1940 | 3067 | 1945 | 2787     |
| 1936 | 暂无数据 | 1941 | 2931 | 1946 | 2847     |
| 1937 | 3429     | 1942 | 2798 | 1947 | 暂无数据 |
| 1938 | 3341     | 1943 | 2595 | 1948 | 暂无数据 |
| 1939 | 暂无数据 | 1944 | 2471 | 1949 | 4174     |

## 灾民迁徙与影响
1942年的大饥荒再次激起中原灾民的大规模西迁浪潮。灾民大多是辗转洛阳，沿陇海路前往西北“大后方”的。据估计，至1943年4月初，“豫籍灾民入陕求食者先后已达80万人”。 而据美国记者白修德的估计， 则“大约有200至300万难民乘车逃离”。在河南，灾民们的另一个趋势是进入共产党领导的抗日边区，其中进入晋冀鲁豫边区的，仅太行、太岳两区的即多达25万余人， 大约相当于全边区所有灾民的六分之一，辗转而至陕甘宁边区的至少有11889人。 
- 1944年8月29日《解放日报》的一篇署名文章《从灾荒中站起来》， 是这样描写逃荒流的：灾荒愈发展，三个世界的对照愈清楚，从安阳到玉峡关的封锁线，虽然可以和敌人的封锁沟墙相比拟，但封锁不了饥饿发疯的灾民，沿着美丽的清漳河，褴褛的人群，日以继夜地向根据地内流着、涌着。[9]
- 南阳的一家民营报纸《前锋报》特派记者李蕤在1943年“灾区系列通讯”《豫灾剪影》中这样描述：陇海铁路，在灾民的心目中，好像是释迦牟尼的救生船。他们梦想着只要一登上火车，便会被这条神龙驮出灾荒的大口，到达安乐的地带。[15]

河南省档案馆向《广州日报》记者展示的一份档案显示，逃荒方向大致有四个：大多数经洛阳，沿陇海线向西进入陕西；少部分南下逃亡湖北；还有一部分，北上进入抗日边区；还有极少数向东进入日占区。
郑州大学历史学院教授徐有礼表示，1942年大灾荒，河南人主要逃亡陕西，因为往西可以往四川、甘肃，远离战区，300万河南灾民涌入陕西，豫剧也随之传入，可以说（这次逃荒过程）是中国近代史上规模最大的一次自发移民过程。至今，很多河南人与陕西人的关系还比较亲密。虽然当时西部有大量土地，但人口却很少，当时整个陕西人口也不过1000万人。这次大移民促进了西部土地开发，把东部成熟的农业技术带到了西部。
“陇海线郑州以东已被占领，能通车的是洛阳以西。坐火车逃难的，最多占总人数的1/3。当时火车数量很有限，运载效率很低，再加上大部分是运货的，难民都是坐在货上面；当时火车时速大约只有30公里，算上停靠时间，从洛阳到三门峡估计要两天。家境稍好的，才有可能坐上火车，多数人是徒步，一路上饿殍遍野，饥民相食的景象惨不忍睹。

## 救災

### 賑災
重慶國民政府在收到河南受災情報後，三次撥發急賑款，第一次撥400萬元，第二次撥1,000萬元，第三次撥2,000萬元，後河南省自籌赈款。

### 免征
1942年7月21日，李培基電請重庆国民政府，使1942年度河南省征購糧食數目减少120萬石。10月，重庆政府派張繼、張厲生赴河南實地勘察后，將河南的征糧負擔再次减少100萬石。

### 籌糧
救災委員會的主要辦法有三：（1）開倉。河南省在1942-1943年曾三次開倉救災，先後散發糧食12.6萬石、15.4萬石、33.4萬石。最後一次開倉是在1943年3月春荒之際，此次開倉，已用盡各縣所存歷年積穀。此外，政府還強制查封散發了大戶餘糧共計8.8萬石。（2）借糧。省府所在地魯山縣災情極重，曾向湯恩伯借軍糧160萬斤，於1943年春節前後全部發放災民，後於1943年9餘人底如數還清。此外，省府還曾向第一戰區借軍糧3.5萬大包，計400餘萬斤；此外，另有軍隊所出工振糧1.2萬包。（3）平糶。所謂平糶，就是政府在荒年缺糧時，將倉庫所存糧食平價出售。具體到1942-1943年河南大饑荒，因本省存糧過少，不足救災，故所謂平糶，乃是指由河南省政府出面，籌集資金，向鄰近陝、皖、鄂各省平價購買糧食。1942年9、10月間，省府曾籌措平糶基金2千餘萬元，正式啟動平糶事務；1943年1月，又得中央之助，由中國農民銀行貸給平糶基金1億元，本省農工銀行借墊4千萬元，各縣籌集資金1億有餘，自省至縣，成立各級平糶委員會，並設立了陝西採購站、安徽採購站、湖北採購站及相應的運銷機構。三個採購站共計購進平糶糧2405萬斤，另有非平糶糧（包括各種雜糧）若干。其中以陝西為最多，共購平糶糧1059萬斤；借糧820餘萬斤。此外，省府還從第一戰區商撥了2.59萬包軍糧用作平糶糧。據《河南政府救災總報告》的不完整統計（做統計時，部分配銷站數據還未上報），購回配銷出去的糧食，至少在3億斤以上。

### 移民
1942年的河南，三面被日軍包圍，唯有西面隴海線尚與陝西保持聯繫。有鑒於此，蔣介石在1942年末曾親自下達手令，命河南省救災委員會沿隴海線，在重要地點設立粥廠，救濟西去逃荒的災民。後擇定廣武、洛陽、靈寶、常家灣、閿底鎮等 5 處各設一廠，統限 1943 年 1 月 1 日組織成立，開始收容西上災民。其經費全部由中央撥付報銷。自設立至結束，共耗費經費 800餘萬元，救濟災民達 55.8萬餘人。此外，省內各縣亦普遍設立粥廠，總計4289處，收養災民189萬餘人。

## 相关報導

### 媒体
- 关于国民政府是否在美国《时代周刊》记者白修德曝光河南大饥荒事件后迫于压力，才承认并展开了救灾工作。就此事仍有争议。
- 早在1943年白修德報導河南飢荒之前，國民政府就已展開相關救災工作。國內報刊如中國共產黨的《新華日報》、《解放日報》，以及《大公報》、《前鋒報》等，都有不同程度的反映[20]。
- 时任《大公报》记者的张高峰的通讯《豫灾实录》，发表在1943年2月1日的重庆《大公报》上。第二天，《大公报》发表了社长王芸生的社评《看重庆，念中原！》。王芸生在文中写道：“读了这篇通讯，任何硬汉都得下泪，忆童时读杜甫所咏叹的《石壕吏》辄为之掩卷太息，乃不意竟依稀见于今日的事实。”“谁知道那三千万同胞，大都已深在饥馑死亡的地狱。饿死的暴骨失肉，逃亡的扶老携幼，妻离子散；吃杂草的毒发而死，吃干树皮的忍不住剌喉绞肠之苦，把妻女驮运到遥远的人肉市场，未必能换到几斗粮食……”[21]在这两篇文章发布之后，蒋介石即刻下令，《大公报》停刊三天。据王芸生后来的回忆，他当时不是很理解蒋介石的做法，他曾向时任蒋介石秘书的陈布雷询问，而陈布雷说：“委员长根本不相信河南有灾，说什么‘赤地千里’、‘哀鸿遍野’、‘嗷嗷待哺’，委员长就骂是谎报滥调，并严令河南征缴不得缓免。”[7] 由于《豫灾实录》，蒋介石下令严查汤恩伯纵兵殃民的事实真相。汤恩伯因而迁怒于张高峰，以编造虚构的罪名将他逮捕，关押在漯河警备司令部看守所。[21]
- 2月2日晚上《大公报》停刊3天之后，在2月4日，《中央日报》以《赈灾能力的试验》为题，发表了一篇反驳《大公报》的文章。该文将“河南人民所受之苦痛”看作“天降大任之试验”，认为“中国正是一个天将降大任的国家”，自然应该像古圣人孟子所说的那样，要“经受种种(天)之磨炼，增益其所不能”。[1]

### 政府文件
“省府已有明令，將三十年度斗餘，軍麥價款，一律放賑，這一賢明處置，不知救活了多少人命。”據河南省政府編印的《河南省政府救災工作總報告》記載：豫省曾三次開倉貸谷。第一次是1942年春青黃不接、民食匱乏之時舉辦的開倉貸谷，共貸出小麥125,770石3斗9升。第二次是1942年各地秋收歉薄之後舉辦，共貸出及散放谷麥各半共15054,000市石。第三次是1943年3月春荒嚴重之際，省府令各縣速將現存歷年積谷合計332,749石8斗6升，悉數散放災民用資救濟。

### 书籍

#### 《温故一九四二》
而有關刘震云的小說《一九四二》與馮小剛同名電影亦存在部分爭議，有批評者認為電影與小說存在歪曲史實的狀況：
- 河南延津在1938年就已經成為日佔淪陷區，餓死他們家鄉親人的正是這些日軍部隊，《一九四二》卻說他們在國民政府統治下要餓死了，是日本人來了救了鄉親。
- 《大公报》被国民政府停刊三日，非电影中所说是报道河南大饥荒受到国民政府的处分，而是因为“《大公报》因指摘限制物价之失败，受停刊三日之处分。”记录于国民政府中央宣传部部长王世杰1943年2月4日日记[20]。
- 国民政府并没有禁止和封杀媒体报纸对河南大饥荒的报道，當時重庆《新华日报》（中共官方报纸）报道此事就有至少40多篇，而且可以发行[20]。

#### 《江流天地外》
第三届国民参政员郭仲隗晚年《江流天地外》记载“中央不准报灾，亦不救济。”但汤恩伯、蒋鼎文、李家钰等均向国民政府报灾，只有河南省政府瞒报灾情。

#### 《1926年至1949年的旧大公报》
王芸生、曹谷冰合著《1926年至1949年的旧大公报》记载“委员长根本不相信河南有灾”，而實際上，国民政府派遣了张继和张厉生等人前往河南调查灾情。

### 电影
- 电影中，国民政府救灾是迫于美国《时代周刊》记者白修德曝光河南大饥荒事件。事实上，在白修德報導之前，国民政府和河南省就已经展开了救灾工作[20]。
- 电影中，蒋介石将灾民遗弃给日本人，事实上就《河南省政府救灾工作总报告》紀錄：「各县应切实督饬所属团队协同国军，在通往地区地点设哨盘查，制止良民逃往敌区；如遇敌军抽集我壮丁难民，应随时随地予以武力驱逐，以粉碎敌寇阴谋。」防止灾民流亡到沦陷区[20]。
- 亦有人批评影片过分渲染人性阴暗面，冯小刚回应“太平绅士和谐淑女慎入”。[22]
- 根据《河南文史资料》的记载，河南省主席李培基并没有像电影中那样为民请命。[7]

## 改編電影
- 刘震云小说《温故一九四二》
- 冯小刚执导根据小说《温故一九四二》改编的电影《一九四二》

## 類似事件
- 1920年至1921年1920年华北大旱灾
- 1928年至1930年民国十八年年馑
- 1938年6月花园口决堤事件
- 1959年至1960年信阳事件
- 1975年8月河南“75·8”水库溃坝